# Cigonyes (pel·lícula)
Cigonyes (títol original en anglès, Storks) és una pel·lícula de comèdia d'aventures animada per ordinador estatunidenca del 2016 coproduïda per Warner Animation Group, RatPac-Dune Entertainment i Stoller Global Solutions, i distribuïda per Warner Bros. Pictures. Va ser dirigida per Nicholas Stoller i Doug Sweetland (en el primer llargmetratge de Sweetland), i escrita pel mateix Stoller, que també va produir la pel·lícula amb Brad Lewis. La pel·lícula segueix un paquet que lliura la cigonya Junior (Samberg) i la seva parella humana Tulip (Crown), treballant al centre de distribució d'una enorme botiga en línia, Cornerstore.com, situada a les muntanyes. Després que un nen anomenat Nate Gardner (Anton Starkman) enviï una carta a l'empresa, tots dos creen accidentalment un nadó fent servir la fàbrica de nadons desapareguda que les cigonyes havien utilitzat anteriorment en el seu negoci original de fer i lliurar nadons. Per tal de protegir el nadó del gerent de l'empresa i assegurar que en Junior tingui successió, els dos emprenen un viatge per lliurar el nadó a la família del nen. La versió original en anglès és protagonitzada per les veus d'Andy Samberg, Katie Crown, Kelsey Grammer, Jennifer Aniston, Ty Burrell, Keegan-Michael Key, Jordan Peele i Danny Trejo. La pel·lícula es va estrenar en cinemes d'Espanya el 30 de setembre de 2016 i va ser doblada al català (a més del castellà castellà i basc).
Després que Warner Animation Group es fundés el gener de 2013, es va anunciar el projecte, amb Sweetland en la direcció de la pel·lícula, mentre que Stoller va ser contractat per l'estudi per crear i escriure la pel·lícula. L'abril de 2015 es va anunciar que Stoller i Sweetland codirigirien la pel·lícula, i Stoller produiria la pel·lícula juntament amb Lewis. El repartiment principal es va anunciar poc després. Mychael i Jeff Danna van compondre la banda sonora de la pel·lícula. L'animació va ser proporcionada per Sony Pictures Imageworks.
Cigonyes es va exhibir a Los Angeles el 17 de setembre de 2016 i va ser estrenada als Estats Units a càrrec de Warner Bros. Pictures del 23 de setembre, en 3D, IMAX i formats convencionals. La pel·lícula va rebre crítiques generalment positives, que van elogiar l'animació, l'humor i la veu, però van criticar la història. També va ser un èxit de taquilla, va guanyar 183 milions de dòlars a tot el món contra un pressupost de 70 milions de dòlars.

## Repartiment
| Personatge | Veu original            | Veu catalana     |
| ---------- | ----------------------- | ---------------- |
| Junior     | Andy Samberg            | Àlex Meseguer    |
| Tulip      | Katie Crown             | Nerea Alfonso    |
| Hunter     | Kelsey Grammer          | Jordi Royo       |
| Jasper     | Danny Trejo             | Jaume Mallofre   |
| Alpha      | Keegan-Michael Key      | Ramon Canals     |
| Toady      | Stephen Kramer Glickman | Toni Astigarraga |